# 올드보이 (2013년 영화)
올드보이(영어: Oldboy)는 2013년 공개된 미국의 영화로, 2003년 대한민국의 동명 영화인 박찬욱 감독의 올드보이를 리메이크한 작품이다. 주연인 조시 브롤린이 최민식이 연기한 오대수에 대응하는 조 두셋을 연기하였다.

## 출연

### 주연
- 조슈 브롤린
- 샬토 코플리
- 엘리자베스 올슨
- 사무엘 L. 잭슨

### 조연
- 마이클 임페리올리
- 폼 클레멘티에프
- 제임스 랜슨
- 맥스 카셀라
- 린다 에몬드
- 엘비스 놀라스코
- 라미 말렉
- 조 크레스트
- 시에라 페이턴
- 글라렌 브라이언트 뱅크스
- 마이클 J. 버그
- 일페네쉬 하데라
- 랜스 레드딕
- 한나 웨어
- 리처드 포트노
- 한나 시모네
- 신쿼 리
- 스티븐 호크
- 케이틀린 더래니
- 리지 드클레멘트
- 캐롤 슈튼
- 조단 살룸

## 기타
- 원작자: 츠시야 가롱
- 원작자: 미네기시 노부아키
- 제작총지휘: 나단 카헤인
- 제작총지휘: 로렌스 그레이
- 총괄프로듀서: 피터 쉴레셀
- 공동제작: 마크 프로토세비치
- 미술: 샤론 세이모어
- 세트: 매기 마틴
- -무술감독: J.J. 페리
- 의상: 루스 E. 카터
- 배역: 킴 콜맨